# زلیحا شیمشک
زلیحا شیمشک (انگلیسی: Zeliha Şimşek؛ زادهٔ ۳۰ آوریل ۱۹۸۱) بازیکن فوتبال اهل ترکیه است.
از باشگاه‌هایی که در آن بازی کرده‌است می‌توان به باشگاه فوتبال ترابزون‌اسپور اشاره کرد.